# مکتب‌خانه

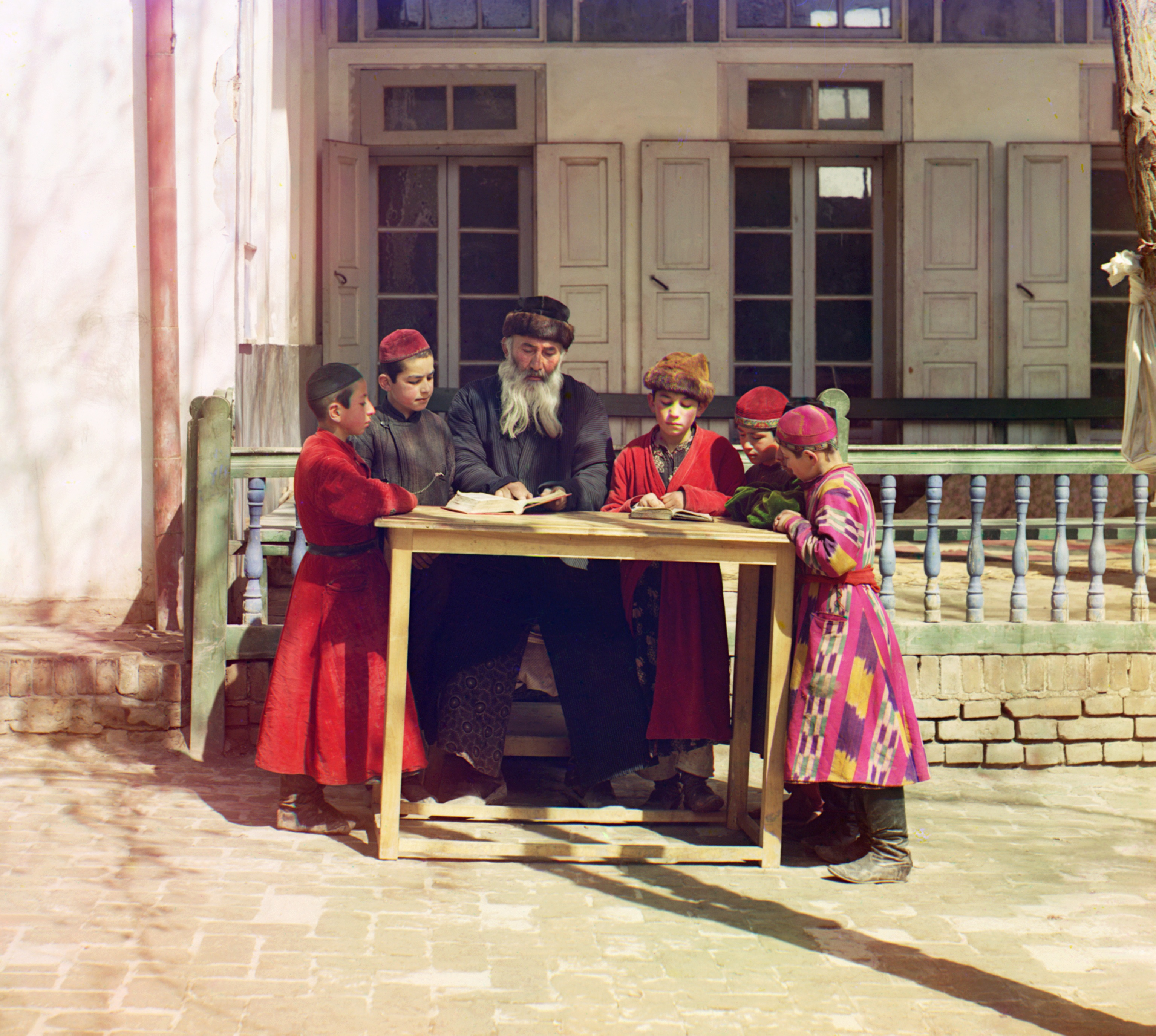
نگاره‌ای از کودکان یهودیان بخارایی در حین یادگیری مشق عبری از معلم خود در مکتب‌خانه‌ای در سمرقند. نگاره بین سال‌های ۱۹۰۵ تا ۱۹۱۵ میلادی، ثبت شده‌است.

مکتب یا مکتب‌خانه آموزشگاهی است که در آن معمولاً یک استاد که تحصیل کردهٔ علوم اسلامی است به کار آموزش می‌پردازد. این گونه مکان‌های آموزشی امروزه در کشورهایی همچون پاکستان و افغانستان رایج است، ولی در ایران جای خود را به مدرسه داده‌است.
نظام آموزش سنتی ایران در دورهٔ قاجار را می‌توان نظام مکتب خانه‌ای نامید. فلسفه آموختن این نظام بیشتر تربیت شاگردان و آموختن شرعیات دینی و مذهبی بود. تا زمان ناصرالدین شاه مدرسه به صورت امروزی وجود نداشت و تنها مکتب خانه بود که آموزش البته به صورت محدود به کودکان و نوجوانان می‌داد.
مشکلات مکتب‌خانه‌ها در ایران
مکتب‌خانه‌ها که تا دوره قاجار، یکی از اصلی‌ترین نهادهای آموزشی در ایران محسوب می‌شدند، با وجود نقشی که در آموزش پایه ایفا کردند، با مشکلات ساختاری و محتوایی متعددی روبه‌رو بودند. این کاستی‌ها در نهایت موجب افول تدریجی این نهادها و جایگزینی آن‌ها با مدارس نوین شد.
۱. نبود نظام آموزشی استاندارد
مکتب‌خانه‌ها فاقد برنامه آموزشی منسجم و طبقه‌بندی‌شده بودند. سرفصل‌های درسی مشخصی وجود نداشت و روند آموزش بیشتر به سلیقه و توانایی شخص مکتبدار وابسته بود تا یک چارچوب علمی و سازمان‌یافته.
۲. روش‌های آموزشی سنتی و ناکارآمد
آموزش در مکتب‌خانه‌ها عمدتاً بر پایه حفظ مطالب بود و به مهارت‌های تحلیلی، تفکر انتقادی یا خلاقیت توجهی نمی‌شد. استفاده از ابزارهای کمک‌آموزشی یا روش‌های نوین یادگیری در این نهادها مرسوم نبود و تعامل آموزشی به شکل سنتی و یک‌سویه صورت می‌گرفت.
۳. استفاده از تنبیه بدنی
در بسیاری از مکتب‌خانه‌ها، از روش‌های سخت‌گیرانه و تنبیه بدنی برای کنترل شاگردان استفاده می‌شد. این مسئله نه‌تنها محیط آموزشی را نامطلوب می‌کرد، بلکه باعث کاهش انگیزه دانش‌آموزان و گاه ترک تحصیل آن‌ها می‌شد.
۴. محدود بودن محتوای درسی
محتوای درسی در مکتب‌خانه‌ها بسیار محدود بود و عمدتاً به خواندن و نوشتن، آموزش قرآن، و گاه صرف و نحو عربی محدود می‌شد. علوم، ریاضیات، هنر، و مهارت‌های زندگی در برنامه آموزشی جایی نداشتند و آموزش با نیازهای اجتماعی و تحولات علمی زمان همخوانی نداشت.
۵. عدم دسترسی عمومی و تبعیض جنسیتی
آموزش در مکتب‌خانه‌ها بیشتر در دسترس پسران بود و در بسیاری از مناطق، دختران از آموزش محروم بودند. همچنین خانواده‌های کم‌درآمد یا روستایی توان مالی برای فرستادن فرزندان خود به مکتب‌خانه را نداشتند.
۶. نبود نظارت و ارزیابی کیفی
هیچ نهاد ناظری برای ارزیابی عملکرد مکتبداران و کیفیت آموزش وجود نداشت. در نتیجه، سطح علمی مکتبداران بسیار متغیر بود و در مواردی، افراد فاقد صلاحیت کافی به آموزش کودکان می‌پرداختند.
۷. پایین بودن سطح سواد معلمان
در بسیاری از موارد، مکتبداران خود تحصیلات محدودی داشتند و توانایی آموزش صحیح مطالب درسی را نداشتند. به‌روز رسانی علمی یا آموزش ضمن خدمت برای آنان وجود نداشت.

## انواع مکتب‌خانه
مکتب‌خانه‌ها به صورت عام به دو نوع خصوصی و عمومی تقسیم می‌شدند. نوع خصوصی برای افراد اعیان و اشراف و عمومی برای عامهٔ مردم بود. در هر محله چندین مکتب خانه دایر بود.

## در اشعار
حسنی به مکتب نمی رفت وقتی می رفت جمعه می رفت

## محل مکتب‌خانه
محل برگزارش مکتب‌خانه دکان یا اتاق بزرگی بود که از اصلی‌ترین اجزای به‌کار رفته در آن می‌توان به حصیر یا نمد کهنه و مدرس همراه میز کوتاه، تشکچه و مکتب دار و چند ترکه آلبالو و چوب و فلک اشاره کرد.

## دروس تدریس شده
در مکتب خانه شامل نصاب الصبیان، صرف میر فارسی، شرخ تعریف، عوامل منظومه شرح سیوطی، الفیه، شرح نظام، شرح جامی در نحو و صرف و حاشیه ملا عبدالله، کلیات سعدی و خمسه نظامی و… بود.
در مکتب خانه از فلک برای تنبیه کودکان استفاده می‌شد. بنحوی که اگر خطایی رخ می‌داد مکتبدار فلک را به پای کودک می‌بست و باو با ترکه به کف پای او می‌کوبید. همچنین از یک ترکهٔ کوتاه برای شاگردان نزدیک و یک ترکه بلند برای شاگردان دورتر استفاده می‌شد.

## مکتب‌دار
عنوان مکتب دار معمولاً مکتب دار پسرانه را میرزا و دخترانه را ملاباجی می‌خواندند که این دو دارای سواد زیادی نبودند.
شهریه مکتب خانه معمولاً حق‌التدریس مکتب خانه توسط خانوادهٔ شاگردان پرداخت می‌شد و دولت نقشی در آن نداشت.
مکتبدار معمولاً بجز عواید شهریه دانش آموزان، از راه عریضه‌نویسی، کاغذ نویسی و کاغذ خوانی (نامه نگاری)، استخاره و همچنین رسیدگی به امور جزئی شرعی اهالی نیز درآمد داشت.

## مکتب‌های پسرانه و دخترانه

### مکتب پسرانه
سن آغاز تحصیل برای کودکان حدود پنج سالگی بوده‌است. پس از آموختن هجا و ابجد (الفبای عربی)، شاگرد باید یک کله قند برای استاد می‌برده‌است. آموزش بعدی روخوانی جزء آخر قرآن (عم جزو) بوده و در همین حین نیز خواندن یک کتاب فارسی (معمولاً گلستان سعدی، کتاب جودی، خاله سوسکه، عاق والدین، ترسل) به کودک آموزش داده می‌شده. این روند تا هنگامی که کودک هشت ساله شود ادامه می‌یافته و پس از آن به پسران نوشتن می‌آموختند. علاوه بر نوشتن حروف، حساب و شرعیات (بر اساس رساله مرجع تقلید زمان) نیز به پسران آموخته می‌شد. پایان دوره آموزشی (که معمولاً پایان اطلاعات مکتبدار نیز بود) در اینجا فرامی‌رسید. معمولا زمانی که پسران نافرمانی می‌کردند، توسط مکتب‌دار فلک می‌شدند. (یعنی با شلاق یا ترکه کف‌پایشان را کتک می‌زدند.)

### مکتب دخترانه
آموزش خواندن برای دختران مجاز بوده؛ ولی دختران نباید نوشتن می‌آموختند؛ و معروف بوده «دختر، مشق که بلد شد، کاغذ پرانی می‌کند» (یعنی نامه عاشقانه می‌نویسد)

## افول مکتب‌خانه در ایران
از دوره صفویان، ابتدا در اصفهان و سپس در تبریز و سایر شهرهای بزرگ، میسیونرهای مذهبی اروپایی اقدام به دایر کردن آموزشگاه‌هایی به سبک غربی نمودند. در انتهای دوره امیرکبیر، دارالفنون تأسیس شد و از زمان مظفرالدین شاه، دبستان و دبیرستان در ایران گشایش یافت. گذر از مکتبخانه‌ها به مدارس شاید یکی از موضوعات مهم در تاریخ مشروطیت ایران به‌شمار رود. با آغاز به کار رضاشاه و گسترش مدارس رایگان، عملاً بساط مکتبخانه‌ها برچیده شد.
مکتبخانه‌ها هنوز در کشورهایی همچون پاکستان و افغانستان رواج دارند.
از مسائل و مشکلات مکتب خانه‌ها می‌توان به نکات زیر اشاره کرد:
1. مکتب خانه‌ها ۶ماه پرکار و ۶ماه تعطیل بودند.
2. شروع آموزش به زبان عربی بود و کودکان مطالب را طوطی‌وار حفظ می‌کردند.
3. هرچه سطح بالاتر می‌رفت از تعداد شاگردان و معلم‌ها کاسته می‌شد
4. دولت نظارتی در کار مکتب خانه‌ها نداشت.